# Davel
Davel is een plaats in de gemeente Msukaligwa in het district Gert Sibande in de Zuid-Afrikaanse provincie Mpumalanga. Het ligt tussen Bethal en Ermelo langs de rijksweg N17. In het dorp is een Sentech-ultrakortegolfzender te vinden.